# René Rensch
René Rensch, född den 18 mars 1969 i Kienitz i Tyskland, är en östtysk roddare.
Han tog OS-silver i tvåa med styrman i samband med de olympiska roddtävlingarna 1988 i Seoul.